# Christian Friedrich Schönbein
Christian Friedrich Schönbein (18. října 1799 Metzingen – 29. srpna 1868 Baden-Baden) byl německo-švýcarský chemik. Je známý především díky vynálezu palivových článků a objevu střelné bavlny a ozónu.

## Život
Schönbein se narodil v německém Metzingenu, ve třinácti letech šel do učení do chemické a farmaceutické firmy v Böblingenu. Díky svému nadšení, získal potřebné dovednosti a znalosti, aby mohl požádat a uspět u zkoušky u profesora chemie v Tübingenu. Po úspěšném složení zkoušky a několika přesunech, získal v roce 1828 místo na Basilejské univerzitě, kde v roce 1835 získal profesorskou pozici. V Basileji zůstal až do své smrti v roce 1868 a je zde i pohřben.

## Ozón
Během experimentů s elektrolýzou vody, které prováděl na univerzitě v Basileji, zaznamenal nezvyklý zápach v laboratoři. To byl první důkaz toho, že se povedlo připravit nový, dosud neznámý produkt. Tento, jak se domníval nový prvek, pojmenoval ozón, z řeckého οζω, ozó, voním, podle intenzivního zápachu i v nepatrných koncentracích.

## Výbušniny
I přes manželčin zákaz Schönbein příležitostně experimentoval doma, v kuchyni. Jednoho dne v roce 1845 rozlil směs kyseliny dusičné a sírové. K setření použil bavlněnou kuchyňskou zástěru. Když ji pak pověsil uschnout nad sporák, došlo k jejímu zapálení a velmi prudkému spálení, zdálo se, že zástěra zmizela. Důvodem byla nitrace celulózy v bavlně, za vzniku nitrocelulosy, nitro skupiny slouží jako vnitřní zdroj kyslíku, při zahřátí pak dochází ke kompletní a prudké oxidaci.
Schönbein rozpoznal možnosti nové sloučeniny. Klasický černý střelný prach, který byl již 500 let využíván na bojištích, uvolňuje při explozi černý dým, který znečišťuje vojáky, zbraně i celé bojiště. Nitrocelulóza se zdála být kandidátem na bezdýmný střelný prach pro děla a náboje. Proto tuto sloučeninu pojmenoval střelná bavlna.
Pokusy o výrobu střelné bavlny pro vojenské účely byly zprvu neúspěšné, protože v továrnách docházelo k častým explozím a rychlost hoření bavlny byla příliš vysoká. Roku 1884 se podařilo Paulu Vieillemu úspěšně připravit bezdýmný střelný prach, který nazval Poudre B. V roce 1891, James Dewar a Frederick Augustus Abel připravili tzv. Kordit, což je bezpečná směs nitroglycerinu a nitrocelulózy používaná ve formě vláken.